# Mogens Rubinstein
Mogens Rubinstein (født 7. november 1948) er en dansk journalist, tv-vært, forfatter og foredragsholder.
Rubinstein startede sin karriere som journalistpraktikant på Dagbladet Børsen i 1970'erne. Efter eksamen blev han, i 1978, ansat hos DR. Her startede han som arbejdsmarkedsreporter for Radioavisen. I 1990'erne startede han en del tv-magasiner blandt andet Ugens Gæst og Pengemagasinet. I dag laver Mogens Rubinstein primært indslag til P1s morgenradio.
Som forfatter står Rubinstein bag bogen Dronning Margrethe II: 25 år som regent og han har et virke som foredragsholder, hvor han fortæller med baggrund i sin erfaring fra pressen.
Mogens Rubinstein blev i 2003 valgt ind i DRs bestyrelse som medarbejderrepræsentant og var i 2010 det længst siddende medlem.
Han sidder også i VL-gruppe 48.
Mogens Rubinstein var gift med ministerråd Lisbet Rubinstein indtil hendes død i 2008.

## Eksterne link
- Mogens Rubinstein på Internet Movie Database (engelsk)
- Mogens Rubinstein på Filmdatabasen
- Mogens Rubinstein på danskefilm.dk
- Mogens Rubinstein på danskfilmogtv.dk